# Moon Geun Young
Moon Geun Young(문근영 født 6. maj 1987 i Gwangju) er en koreansk skuespillerinde.

## Filmografi
- 1999 길 위에서 (On the Way)
- 2002 연애소설 (Lovers' Concerto) (as Ji-hwan's sister)
- 2003 장화·홍련 (A Tale of Two Sisters) (as Bae Su-yeon)
- 2004 어린 신부 (My Little Bride) (as Suh Boeun)
- 2005 댄서의 순정 (Innocent Steps) (as Jang Chae-ryn)
- 2006 사랑따윈 필요 없어 (Love Me Not) (as Ryu Min)